# Aglaeactis
Aglaeactis és un gènere d'ocells de la subfamília dels lesbins (Lesbiinae) dins la família dels troquílids (Trochilidae) que habita zones andines des de Bolívia fins a Colòmbia.

## Taxonomia
Segons la classificació del Congrés Ornitològic Internacional (versió 13.2, 2024) aquest gènere conté quatre espècies:
- colibrí condecorat (Aglaeactis castelnaudii).
- colibrí courenc (Aglaeactis cupripennis).
- colibrí d'Alice (Aglaeactis aliciae).
- colibrí dorsiblau (Aglaeactis pamela).